# Mura di Sabbioneta

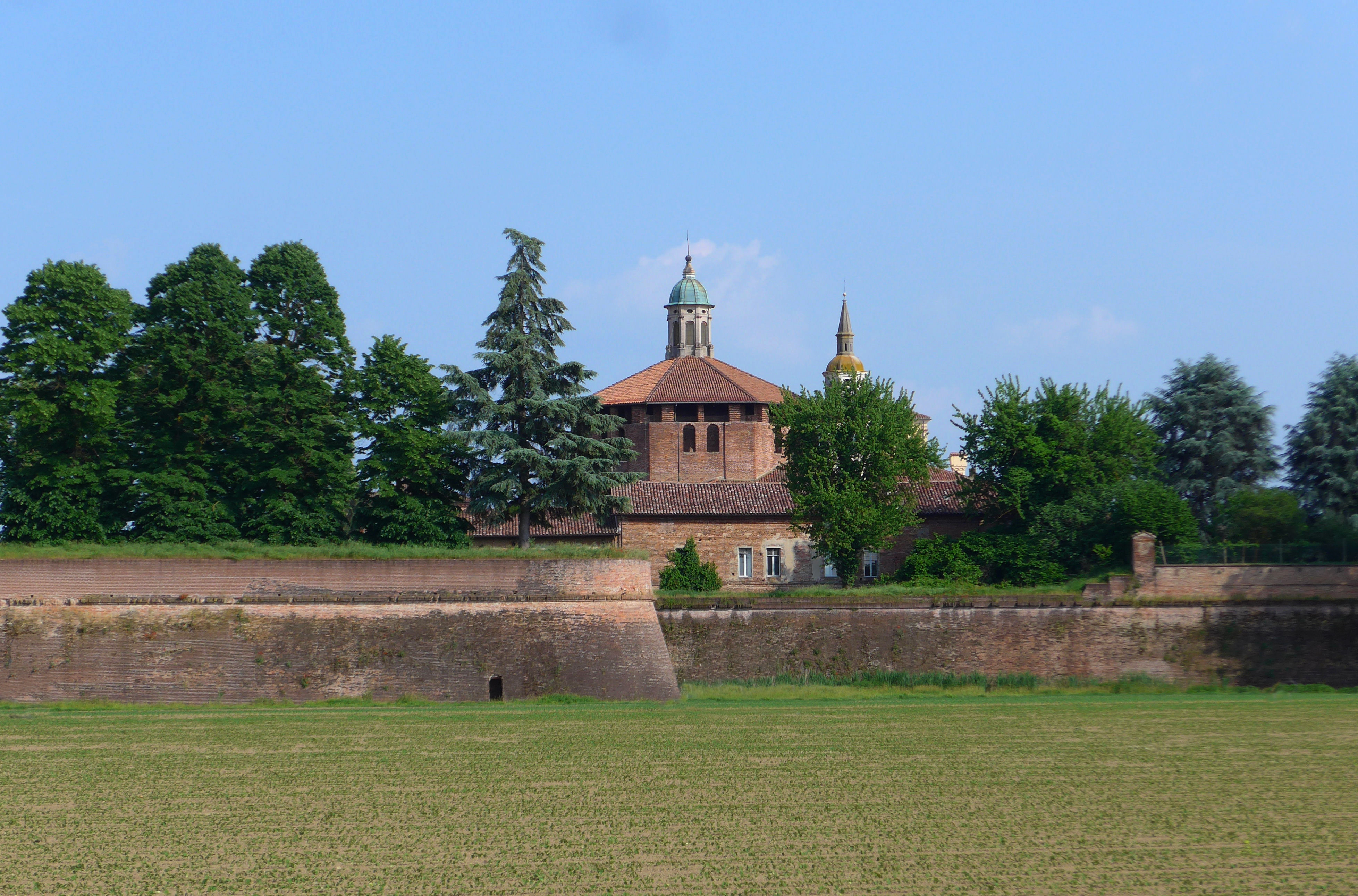
Mura di Sabbioneta.

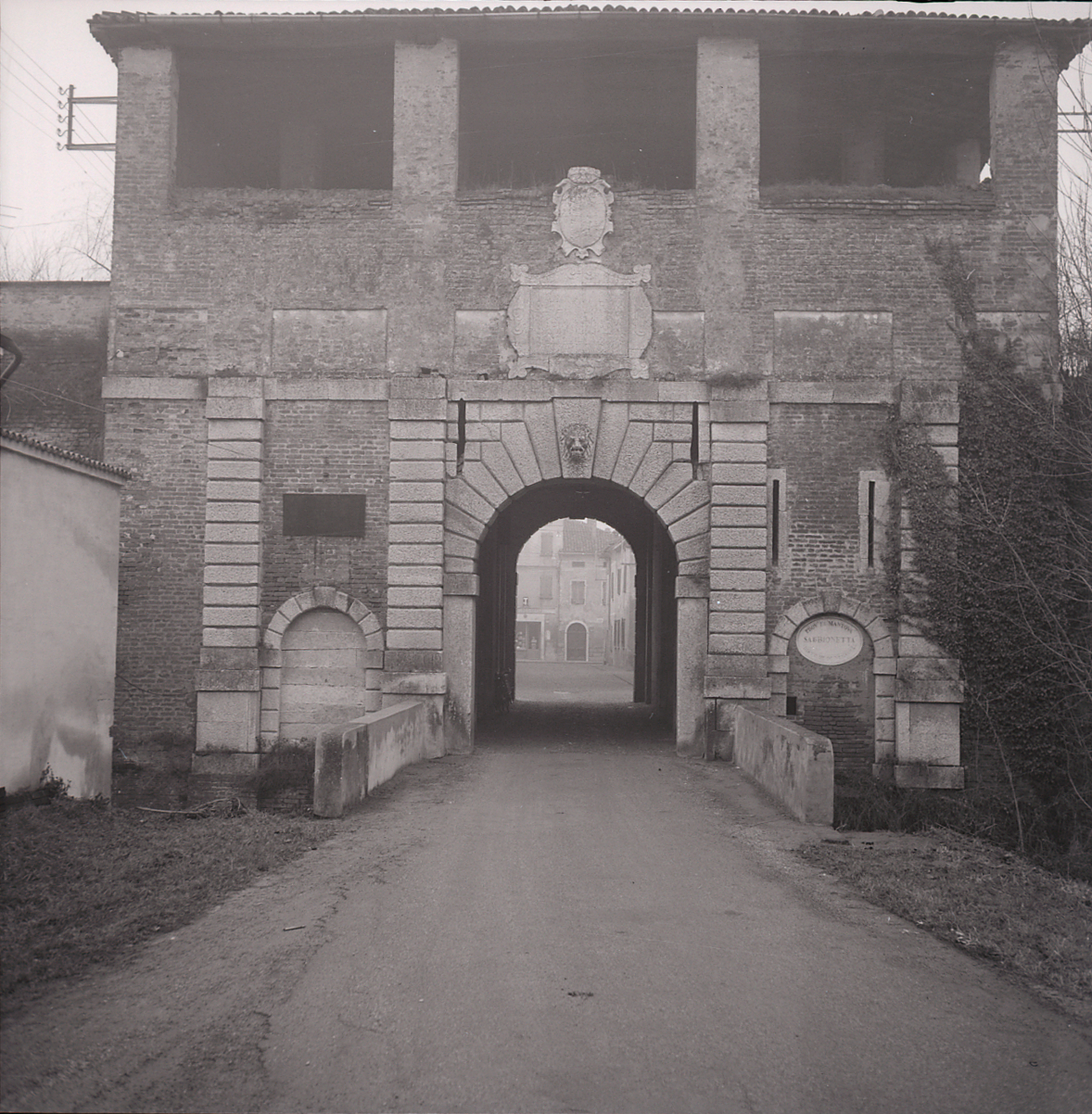
Porta Vittoria, Sabbioneta. Foto di Paolo Monti, 1965

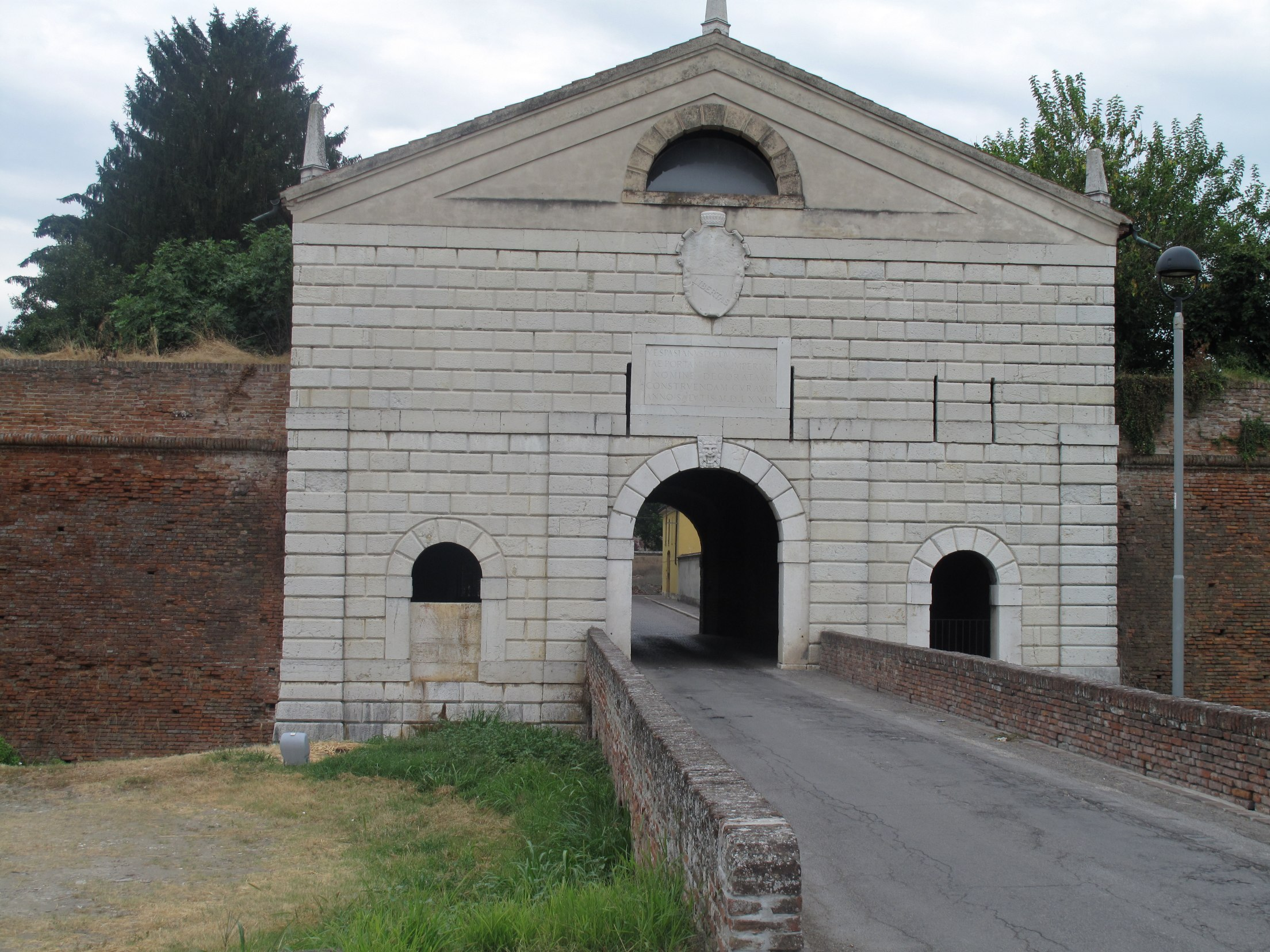
Porta Imperiale

La cinta muraria di Sabbioneta è un complesso di fortificazioni di origine rinascimentale che cinge il centro storico della cittadina mantovana, realizzato in prevalenza tra il XVI e il XVII secolo.

## Storia
Le fortificazioni di Sabbioneta furono realizzate per volontà di Vespasiano Gonzaga (1531-1591) a partire dalla seconda metà del XVI secolo. L’intento del duca era dotare la città di un sistema difensivo alla moderna, costituito da bastioni e terrapieni in grado di resistere agli attacchi delle artiglierie. Si realizzò pertanto una estesa cinta muraria a forma di esagono irregolare, alta circa sei-sette metri rispetto al piano di campagna, composta da una incamiciatura esterna in laterizio sostenuta da contrafforti e da una retrostante massa di terra e di materiale di riporto, digradante verso l’interno e circondata all’esterno da un ampio fossato.
In corrispondenza degli spigoli furono realizzati sei baluardi pentagonali (San Nicola, San Giovanni, San Giorgio, Sant’Elmo, San Francesco, Santa Marta), raccordati tra loro da tratti rettilinei. Le mura inglobarono anche il preesistente castello di origine medievale ed il relativo fossato, nel tratto compreso tra i baluardi San Francesco e Santa Maria. L’impianto delle fortificazioni venne infine completato con l’apertura di due porte a forma di archi trionfali, a sud-est (porta Imperiale) e a nord-ovest (porta Vittoria). Oltre il circuito murario, il sistema difensivo fu progressivamente perfezionato attraverso una serie di ulteriori opere complementari, con rivellini, mezzelune ed una strada riparata da terrapieni, configurando una seconda cinta stellata esterna all’esagono delle mura.
Il precedente più significativo del progetto promosso dal duca Vespasiano (e forse il modello di riferimento) è probabilmente l’addizione erculea di Ferrara. Molto forti appaiono anche le affinità con il piano di Guastalla, concepito da Domenico Giunti nel 1553 per conto di Ferrante I Gonzaga allo scopo di fortificare il suo feudo, sulla riva opposta del Po. Il piano giuntino prevedeva infatti una cinta bastionata pentagonale, il mantenimento dell’esistente castello, una maglia stradale tendenzialmente ortogonale ed una piazza decentrata. 
Nel cantiere di Sabbioneta operò inizialmente l’ingegnere novarese Girolamo Cattaneo, il quale cita Vespasiano Gonzaga nel suo trattato del 1564. In seguito vi lavorarono i capomastri piacentini Giovan Pietro Bottaccio e Bassano Tussardi.
Come attestato da un disegno di G. B. Belluzzi conservato presso la Biblioteca Nazionale di Firenze, il progetto originario considerava l’ipotesi di una cinta pentagonale, ma fu modificato in corso d’opera nella forma ad esagono irregolare poi realizzata.

### Prima fase: 1554-1568
Giulio Faroldi, biografo del duca, afferma che la costruzione delle mura iniziò nel 1554 e che nel 1559 il sistema di protezione di Sabbioneta venne esteso anche agli argini, “per assicurarla dalle inondazioni de’ vicini fiumi Po ed Oglio”. Questa prima fase di lavori procedette per alcuni anni. Una lettera del 1559 del capomastro Giovan Pietro Bottaccio a Vespasiano Gonzaga afferma che “uno terzo del opera è fatta”. In una lettera del 1564 di Bartolomeo Mazzocco, sempre indirizzata al duca, si fa riferimento alla imminente ultimazione della cortina e del successivo riempimento dell’area retrostante tramite terrapieni. L’autore afferma inoltre che “il baluardo di Santa Maria è finito con il suo parapeto di dieci braza no l’ò voluto fare maggiore per non stringere tanto la piaza”. Il “parapeto” era una banchina a ridosso del parapetto vero e proprio, larga cinque-sei metri, dove il soldato poteva muoversi, proteggersi e ricaricare l’artiglieria. La “piaza” era l’area posta nei punti di collegamento tra i bastioni e le cortine murarie, lo spiazzo dove si collocavano i pezzi di artiglieria.
La prima fase dei lavori si concluse nel 1568: a tale data risultavano realizzati cinque baluardi su sei (ad eccezione cioè di San Francesco), oltre a Porta Vittoria. Questa configurazione è attestata da un’immagine araldica del 1564-1577. Durante tale fase si scavò anche il fossato, con uno specchio d’acqua largo sino a 35 metri. Ireneo Affò, due secoli dopo il Faroldi, fornisce ulteriori informazioni sulla fondazione della città, riportando tra l’altro che “Una gran fossa ingombrava buona parte del luogo, e intorno a quella vasto campo stendevasi pieno di sterpi, ed incolto”. Fuori dalle mura il territorio si configurava cioè come un’ampia spianata. Scrive anche il Nizolio in proposito: “circa fossam loca inculta, herbis, dumisque”. Lo stesso toponimo “Tagliate”, che ancora oggi qualifica il territorio a nord di Porta Vittoria, indica che per ragioni difensive i campi attorno alle mura dovevano essere liberi da alberi ad alto fusto.

### Seconda fase: 1578 - 1579
La seconda fase di intervento ebbe luogo tra il 1578 e il 1579. Come riferisce ancora il Faroldi, in questi anni si realizzarono l’ultimo baluardo e la Porta Imperiale.

### Terza fase: 1584 - 1600
Con la terza ed ultima fase dei lavori, condotta da Bassano Tussardi tra il 1584 e il 1600, viene completato il collegamento tra il baluardo nuovo, San Francesco, e il baluardo di Sant’Elmo. Come attestato dalla Cronaca del Dondi, nell’aprile del 1589 sul terrapieno di Porta Vittoria furono piantati anche alberi di pioppo, allo scopo di consolidarne i versanti. La minuta di una grida del 1585, scritta da Giorgio Zanichelli (commissario alle fabbriche ducali di Sabbioneta) documenta inoltre che gli abitanti avevano l’obbligo di integrare gli alberi mancanti.

### Interventi del XVII secolo
Alcuni decenni più tardi, tra il 1640 e il 1690, Gaspare Beretta, ingegnere militare del Ducato di Milano, effettuò una serie di verifiche sull’efficienza della piazzaforte di Sabbioneta, realizzando anche alcuni interventi e lasciando un disegno dell’impianto urbano, oggi conservato presso la Biblioteca Ambrosiana. Nel corso dei suoi rilievi, Beretta evidenziò il cattivo funzionamento degli scoli del fossato, la necessità di adeguare magazzini e quartieri e la carenza di difese esterne al circuito murario. Beretta afferma inoltre di aver realizzato la “nuova strada coperta” (un camminamento anulare, esterno al fossato e riparato dai terrapieni con la funzione di tenere lontane le artiglierie attaccanti), nonché diversi adeguamenti dei magazzini e dei quartieri. Sempre ai fini del miglioramento delle difese esterne, promosse inoltre l’allargamento e la rimessa in efficienza del fossato. Appare infatti assodato che Vespasiano lasciò la città quasi del tutto mancante di apparati difensivi esterni, a causa del fatto che alla fine del Cinquecento, stante l’ancora limitata efficienza delle artiglierie, non era manifesta l’esigenza di proteggere le piazzeforti con questo tipo di opere.
Il sistema delle fortificazioni venne completato sempre nel corso del XVII secolo con due rivellini a mezzaluna, uno davanti a Porta Vittoria, l’altro davanti a Porta Imperiale. La loro realizzazione è attribuita dallo stesso Beretta al generale Tensini.

### Interventi del XVIII secolo
L’evoluzione successiva delle mura e delle difese esterne è attestata tra la fine del XVII secolo e la prima metà del XVIII dalle planimetrie redatte ai fini di atlanti militari o a celebrazione di eventi bellici (in particolare relativi alle contese tra spagnoli ed austriaci nel Nord Italia), e poi dai catasti Teresiano, del Lombardo-Veneto ed infine contemporanei. In questi documenti le fortificazioni sono raffigurate prima in termini più astratti e poi con maggior esattezza geometrica e topografica. Le cartografie storiche rappresentano l’ampio sviluppo del fossato e la realizzazione di una serie di difese esterne, con la presenza di uno o due rivellini ed anche altre mezzelune, oltre al sistema di scarpate e controguardie all’esterno del fossato stesso.
La demolizione del castello, avvenuta nel 1794, è attestata dal passaggio dalle mappe del catasto Teresiano (1774) al Catasto del Lombardo-Veneto (1854).
Nel 1797, per le nuove esigenze di manovra dell’artiglieria, vennero abbattuti gli alberi piantati sugli spalti.

### Tra demolizioni e tutele nel XX secolo
Negli anni Venti del Novecento trovò parziale realizzazione il progetto di demolizione delle mura, promosso nel 1914 ed approvato nel 1919. Furono così realizzati i passaggi a sud-ovest (via Giulia Gonzaga) e a nord-est (via Pesenti), con l’apertura di ampie brecce tra i baluardi di San Nicola e San Giovanni e tra il baluardo di San Francesco e i resti del castello.
L’autorizzazione ministeriale del 1916 alla parziale realizzazione del progetto di demolizione consentì anche la colmatura del fossato per ragioni igienico-sanitarie. Il progetto attesta puntualmente questa riconfigurazione, rappresentando il fossato stesso come uno stretto canale immediatamente al piede delle fortificazioni, in una configurazione di fatto analoga a quella attuale. 
Con l’espansione edilizia del Novecento, furono progressivamente obliterate anche le opere di difesa esterna. In particolare, si costruì prima lungo le direttrici di espansione di via Giulia Gonzaga, di via Pesenti e di via Borgofreddo e a cavallo della SP 420, mentre l’antica strada coperta fu cancellata e sostituita dalla viabilità di scorrimento e/o locale, con la parziale eccezione del fronte nord-est, dove la tessitura dei campi e la viabilità poderale ricalcano ancora in parte il disegno delle fortificazioni in terra. 
Grazie alla disciplina introdotta dalle leggi Bottai del 1939, la cinta muraria di Sabbioneta venne infine sottoposta a tutela con un vincolo monumentale ope legis. Nel 1975 anche l’immediato intorno delle mura è stato finalmente salvaguardato con uno specifico vincolo paesaggistico.
Con gli anni Settanta, il primo piano regolatore comunale si è fatto interprete di tali istanze di tutela disegnando all’esterno delle mura un’area stellata, con l’obbligo di inedificabilità e di mantenimento a verde, consentendo i soli interventi di restauro e manutenzione dell’esistente.

## Oggi: la cinta muraria è patrimonio UNESCO
Nel 2008 Sabbioneta e Mantova sono state iscritte dall'UNESCO nella lista del patrimonio mondiale dell’umanità. La pianificazione urbanistica comunale ha introdotto pertanto ulteriori specifiche tutele, oltre che sull’ambito soggetto a vincolo paesaggistico e sulla città murata, anche a beneficio di una più ampia “zona buffer” sulla scorta di un accordo stipulato con il Ministero dei Beni Culturali. Il piano di governo del territorio del 2016 ha ribadito e consolidato tale impostazione.
Oggi la cinta muraria di Sabbioneta sopravvive quasi in toto, con la sola eccezione di un tratto a sud-ovest (tra baluardi San Nicola e San Giovanni), e di un tratto a nord-est (tra il baluardo di San Francesco e i resti del castello), demoliti negli anni Venti del XX secolo per far spazio rispettivamente alle vie Giulia Gonzaga e Pesenti. Sopravvivono anche le due porte di accesso alla città, porta Vittoria e porta Imperiale.
Il fossato è in parte tombinato ed in parte ridotto rispetto alla dimensione originaria. Le opere di difesa esterna (rivellini, mezzelune, strada coperta) sono state progressivamente spianate ed attualmente non ne rimane più traccia evidente, anche se l’orditura poderale attorno alla città storica in parte ne riflette ancora l’impronta.